# Tetrix changbaishanensis
Tetrix changbaishanensis är en insektsart som beskrevs av Ren, Bingzhong, L. Wang och X. Sun 2003. Tetrix changbaishanensis ingår i släktet Tetrix och familjen torngräshoppor. Inga underarter finns listade i Catalogue of Life.